# NGC 3264
NGC 3264 é uma galáxia espiral barrada (SBm) localizada na direcção da constelação de Ursa Major. Possui uma declinação de +56° 05' 02" e uma ascensão recta de 10 horas, 32 minutos e 19,9 segundos.
A galáxia NGC 3264 foi descoberta em 9 de Fevereiro de 1831 por John Herschel.